# Чёрное Озеро (Марий Эл)
Чёрное Озеро — посёлок в Звениговском районе Марий Эл Российской Федерации. Входит в состав Черноозерского сельского поселения и является его административным центром.

## История
Посёлок возник в 1920-х годах на месте казённого дома лесничего. Местные жители занимались лесоповалом. В 1948 году в этой местности прошёл сильный ураган, повредивший лесные массивы. Для восстановления пострадавших лесных массивов у деревни Липши были образованы несколько лесозаготовительных участков и Чернозёрский леспромхоз, которые были упразднены по окончании работ. На месте их организовали механизированный лесопункт с конторой в посёлке Чёрное озеро.
В 1960 году образован сельский совет.
В 1972 году в посёлке во время пожара сгорели 83 дома. Восстанавливать посёлок помогала вся республика. В том числе была построена средняя школа на 192 учащихся.

## География
Посёлок располагается в 90 км на северо-запад от Звенигово, в междуречье рек Большая Кокшага и Волга на центральной марийской низменности, в 100 м от одноимённого озера. Поселок окружен низинными болотами и участками лесопосадок.

## Население
| 2002 | 2010 |
| ---- | ---- |
| 211  | ↘193 |